# プロパブリカ
プロパブリカ（英語: ProPublica）とは、アメリカ合衆国の非営利・独立系の報道機関である。
公益を目的とした調査報道を行い、2010年には自社とニューヨーク・タイムズ・マガジン（ニューヨーク・タイムズの日曜版）で発表した記事がオンライン・ニュースとして初めてピューリッツァー賞（調査報道）を受賞した。プロパブリカの調査報道は常勤のスタッフが行う場合と他社の記者と協同で行う場合がある。プロパブリカは90以上の報道機関と提携しており、調査結果を他社に託す場合がある。

## 歴史
プロパブリカを発案したのはゴールデン・ウェスト・ファイナンシャルの前最高経営責任者のハーバート・サンドラーとマリソン・サンドラーである。彼らは民主党の大口献金者であり、毎年プロパブリカに1000万ドルを資金提供している。サンドラー夫妻はウォール・ストリート・ジャーナルの編集局長のポール・スタイガーを雇って、編集主幹として組織を運営させた。プロパブリカが設立された当時、スタイガーはサンドラー夫妻の政治観がどのように影響するのかについて心配した。ジム・レイラーのニュースアワーによると、
この話が来て、ハーブとマリソン・サンドラーと話をした時、私の心配の1つはまさに独立性と無党派性だった。私はそれまで「ど真ん中」の報道をして来た。だから私はハーブとマリソンに「それでご満足頂けますか？」と尋ねた。すると彼らは「もちろん」と答えた。私は「あなた達が今まで支援してきた・過去に支援したことがある左翼組織を暴いたとしたら？」と尋ねると、彼らは「問題ない」と答えた。それで私達は組織や役員会を作り上げ、ハーブは役員会の議長となり私も参加した。しかしその時は自分達が将来どんな調査報道をするのか分からなかった。
スタイガーが記者を募集すると、850もの願書が集まった。設立当初のプロパブリカには28人の記者と編集者が居り、ピューリッツアー賞受賞者のチャールズ・オルンスティンやトレイシー・ウェーバー、ジェフ・ガースやマーカス・スターンなどが参加していた。スタイガーはジャーナリズム助言委員会も組織し、職業ジャーナリストを含む12人を任命した。プロパブリカは記事をクリエイティブ・コモンズ（改変禁止・非商用ライセンス）で共有した。
その後組織は成長し、常勤ジャーナリストは34人になった。プロパブリカはアメリカ最大の精神病院運営会社サイキアトリック・ソリューションズ社による病院経営の実態（2008年）を暴き、ハリケーンカトリーナに襲われた病院で起きた事件（2010年）やアメリカ合衆国内国歳入庁の租税免除審査がティーパーティー運動に厳しすぎる問題（2011年）、経済を崩壊させたウォール街の疑わしい慣行（2011年）、警察の管轄を越えた連続強姦魔の発見（2016年）など優れた報道を行い、ピューリッツアー賞を3回受賞した。

## 資金
前述のとおりサンドラー財団はプロパブリカに対して多大な資金援助をしているが、プロパブリカはこの他にナイト財団やマッカーサー基金、ピュー慈善信託、フォード財団、カーネギー財団、アトランティック・フィランソロピーズなどからも資金提供を受けている。特にプロパブリカとナイト財団の間には多くの係わりがある。例えばプロパブリカの社長のポール・スタイガーは、ナイト財団の管財人の1人である。同じようにナイト財団の社長・最高経営責任者（CEO）のアルベルト・イバルグエンは、プロパブリカの役員である。プロパブリカは2010年にジョージ・ソロスのオープン・ソサエティ財団からも12万5000ドルの資金提供を2年連続で受けた。

## 給与待遇

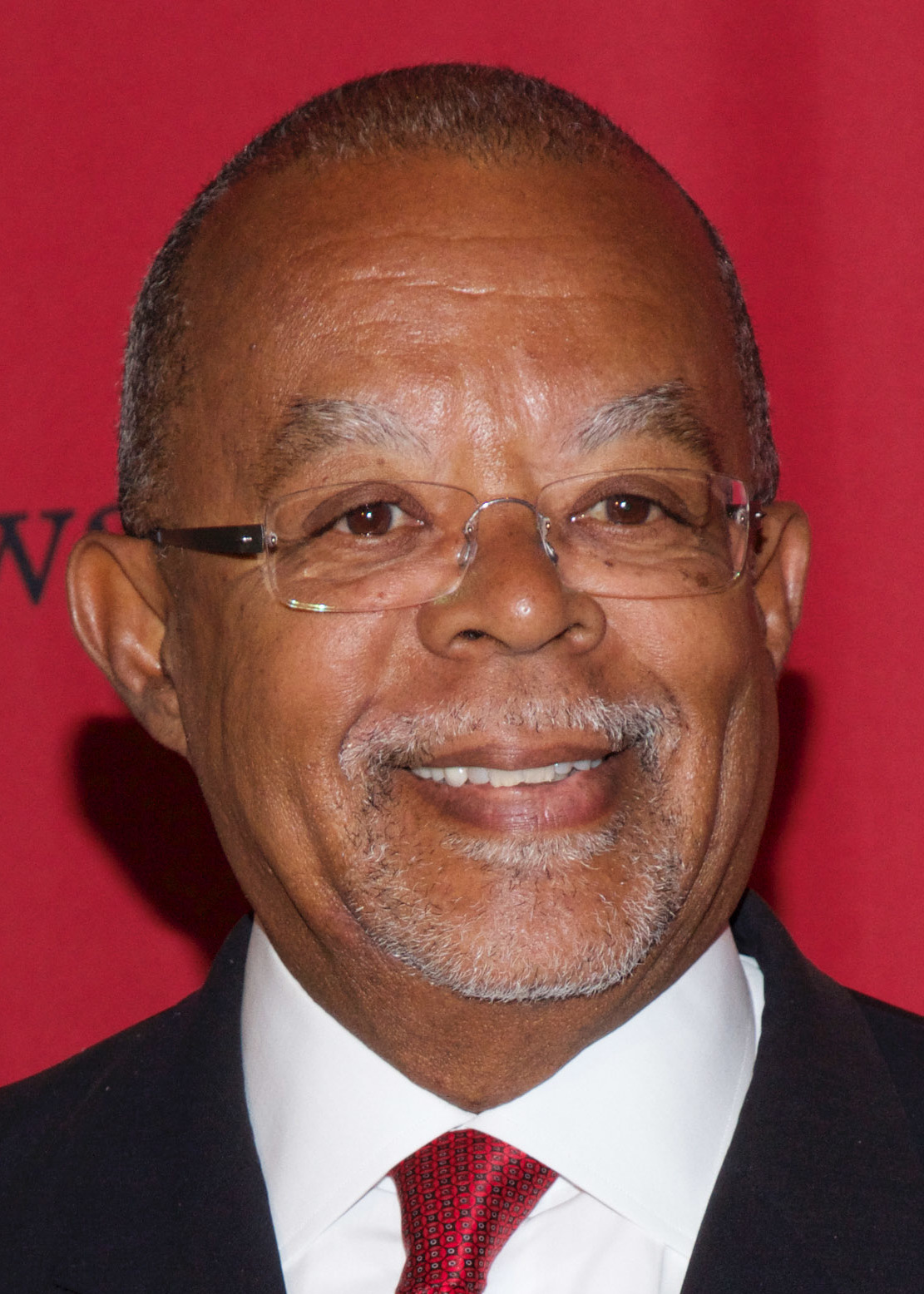
Public academic Henry Louis Gates Jr. sits on the board.

プロパブリカは幹部の給料の額でも注目を浴びている。最高経営責任者のポール・スタイガーの2008年の給料は57万ドルであり、ストックオプションを含めると全体ではウォールストリートジャーナル時代の2倍の金額だと言う。2010年には給料が16万ドル以上の職員が8人居り、編集主幹のステファン・エンゲルバーグは34万3463ドル、元ワシントン・ポスト記者のダフナ・リンザーは20万5445ドルを受け取っていた。

## 報道内容
2016年8月9日の報道内容は以下のようなものだった。
Federal Health Officials Seek to Stop Social Media Abuse of Nursing Home Residents連邦保健省は訪問看護師がソーシャルメディアに写真や動画を投稿して患者をさらし者にする虐待を止めようと努力している。
Heresy A Reporter Investigates Evidence That Jesus Had a Wifeイエス・キリストに妻がいたとする古文書を偽造した犯人を見つけ出したフリーランス記者のインタビュー記事。音声はSoundCloudで公開。
U.S. Attorney Asks Court to Reconsider Countrywide Loan Case連邦検事は裁判所にサブプライムローンで破たんした住宅ローン最大手のカントリーワイド社や銀行幹部は最初は騙すつもりが無かったので詐欺ではないとする決定の見直しを要求。

## 受賞
プロパブリカは2010年にピューリッツァー賞（調査報道部門）を受賞した。この年の調査報道部門には2社が選ばれ、プロパブリカはそのうちの1社だった。プロパブリカの記事は2005年の「ハリケーン・カトリーナの洪水により孤立した病院で疲れきった医師によって切迫した生死の選択が行われたことを時系列的に報道」した。この記事はプロパブリカのシェリ・フィンクが製作し、ニューヨーク・タイムズ・マガジンやProPublica.orgで発表された。これはオンライン・ニュース初のピューリッツァー賞の受賞だった。
プロパブリカは2011年にもピューリッツァー賞を連続受賞した。ジェシー・アイジンガーとジェイク・バーンスタイン記者は「ウォール街のマネーマシーン」を連載し、ピューリッツァー賞（全国報道）を受賞した。これは印刷物ではない連載に対する初めてのピューリッツァー賞だった。
その後、プロパブリカはマーシャル・プロジェクトと共に調査報道を行い、2016年のピューリッツァー賞（解説報道）も受賞した。なおこの報道は2015年度のジョージ・ポルク賞も受賞している。